# Werner Icking Music Archive
Das Werner Icking Music Archive (deutsch Werner-Icking-Musikarchiv; WIMA) ist ein Angebot von kostenlosen Noten (Free Sheet Music) im Internet. Es gehört zu den umfangreichsten Angeboten dieser Art und enthält vorwiegend Instrumentalmusik aus dem Bereich der E-Musik.
Es wurde von Werner Icking (1943–2001), einem Mathematiker am GMD-Forschungszentrum Informationstechnik in Sankt Augustin, zunächst als GMD Music Archive begründet. Nach Werner Ickings Unfalltod am 9. Februar 2001 wurde das Angebot zu seinen Ehren in Werner Icking Music Archive umbenannt.
Von 2007 bis zum Februar 2010 wurde es von Christian Mondrup auf den Servern des Fachbereichs Informatik der Universität Aarhus betrieben. Danach musste es wegen der großen Serverauslastung vorübergehend eingestellt werden. Im März 2010 wurde es in Zusammenarbeit mit einem kommerziellen Internetdienstanbieter aus Texas wieder in Betrieb genommen.
Im August 2011 schlug Christian Mondrup vor, die komplette Datenbank in das Schwesterprojekt International Music Score Library Project einzupflegen. Im Juli 2012 war die Migration abgeschlossen.